# Espace de Fort
Les espaces de Fort sont, en mathématiques, une catégorie d'espaces topologiques. Ils doivent leur nom au mathématicien américain M.K. Fort (en).

## Espace de Fort
Un espace de Fort est un espace topologique défini comme suit : soit X un ensemble infini et p un point de X. On définit une topologie sur X en considérant les sous-ensembles A de X  comme ouverts s'ils ne contiennent pas p ou si leur complémentaire dans X est fini.
La topologie induite sur le sous-espace {\displaystyle X\setminus \{p\}} est la topologie discrète ; c'est un ensemble ouvert et dense dans X.
L'espace de Fort X est homéomorphe au compactifié d'Alexandrov d'un espace discret infini.

## Espace de Fort modifié
Un espace de Fort modifié se définit de manière analogue, mais avec deux points particuliers au lieu d'un seul. Soit X un ensemble infini et p et q deux points distincts de X. On définit sur X une topologie par les ouverts A ne contenant ni p ni q ou dont le complémentaire dans X est fini.
L'espace de Fort modifié ainsi défini est compact et T1, mais pas séparé (i.e. Hausdorff ou T2)

## Espace Fortissimo
On définit de même un espace Fortissimo : soit X un ensemble infini indénombrable et p un point de X. On munit l'ensemble de la topologie définie par les ouverts A qui ne contiennent pas p ou dont le complémentaire est dénombrable.
La topologie induite sur le sous-espace {\displaystyle X\setminus \{p\}} est la topologie discrète ; et ce sous-espace est ouvert et dense dans X.
L'espace Fortissimo X n'est pas compact, mais c'est un espace de Lindelöf. On peut le voir comme le résultat obtenu après adjonction d'un point à un espace discret indénombrable, en définissant la topologie afin que le résultat soit un espace de Lindelöf.
De la même manière qu'un espace de Fort est la compactification en un point d'un espace discret infini, l'espace de Fortissimo est en quelque sorte la Lindelöficationen un point d'un espace discret indénombrable.